# Julaika Nicoletti
Julaika Nicoletti (Rimini, 20 marzo 1988) è una pesista italiana.
Ha rappresentato l'Italia in tre edizioni degli Europei, di cui due outdoor ed una indoor.
È allenata da Andrea Boga e ha vinto due volte il titolo italiano assoluto indoor (2010, 2012) e per 10 volte è stata vicecampionessa assoluta tra outdoor ed indoor.

## Biografia
Il 18 novembre del 2010 si è arruolata nella Forestale.
2002, nona classificata ai campionati italiani cadette e l'anno dopo ha vinto il suo primo titolo italiano giovanile, al suo secondo anno da cadetta.
2004, primo anno da allieva, agli italiani di categoria è stata 4ª nel getto del peso indoor e 6ª nel lanci del martello all'aperto.
Doppio bronzo agli italiani allieve 2005 nel peso indoor e nel martello outdoor.
Al primo anno da juniores nel 2006, si è piazzata all'8º posto nel peso indoor ed al 5º all'aperto.
Stagione indoor 2007, quarta posizione agli italiani juniores ed assente agli assoluti.
Titolo nazionale outdoor agli italiani juniores e settimo posto agli assoluti (esordio per lei ai campionati italiani assoluti).

Bronzo alla Coppa del Mediterraneo ovest juniores 2007 svoltasi in Italia a Firenze.
Ai campionati italiani indoor 2008, oro promesse e sesta agli assoluti; bronzo ai nazionali promesse e quarta agli assoluti all'aperto.
Quattro medaglie ai campionati nazionali 2009: argento promesse indoor (quarto posto agli assoluti al coperto) ed agli universitari, oro promesse all'aperto e bronzo agli assoluti.

Ottavo posto agli Europei under 23 nel 2009.
Altre quattro medaglie nazionali nel 2010, con 3 titoli: promesse ed assoluti indoor, promesse outdoor, vicecampionessa assoluta.

In ambito internazionale, entrambe le volte in Francia, è stata tredicesima e sesta rispettivamente nella Coppa Europa invernale di lanci (Arles) ed al DécaNation (Annecy).
Due argenti ed un oro nel 2011: argento agli assoluti sia indoor che outdoor (dietro Chiara Rosa) e titolo nazionale universitario.
2012, Oro agli assoluti indoor, argento a quelli outdoor, con decimo posto nel martello.

Nona nella Coppa Europa invernale di lanci a Bar nel Montenegro, mentre agli Europei finlandesi ad Helsinki non è riuscita a qualificarsi per la finale.
Vicecampionessa assoluta sia indoor che outdoor nel 2013, entrambe le volte dietro Chiara Rosa.

Agli Europei indoor in Svezia a Göteborg si è fermata nella fase di qualificazione; sempre a livello internazionale, nona nella Coppa Europa invernale di lanci in Spagna a Castéllon e quarta al DécaNation a Valence
Ha saltato l'intera stagione sportiva 2014.
Vicecampionessa agli assoluti indoor 2015 e nona a Leiria in Portogallo per la Coppa Europa invernale di lanci.
Medaglia d'argento ai campionati italiani assoluti di Torino.
Ha partecipato al DécaNation di Parigi terminando al quinto posto.
Nel 2016 è stata due volte vicecampionessa italiana assoluta, indoor e outdoor;
ha partecipato agli Europei di Amsterdam (Paesi Bassi), non riuscendo a superare la fase di qualificazione alla finale.

## Progressione

### Getto del peso
| Stagione | Misura  | Luogo              | Data      | Rank. Mond. |
| -------- | ------- | ------------------ | --------- | ----------- |
| 2016     | 16,64 m | Rieti              | 26-6-2016 | -           |
| 2015     | 17,05 m | Serravalle         | 10-6-2015 | -           |
| 2014     | 16,30 m | Rovereto           | 2-9-2014  | 121ª        |
| 2013     | 16,75 m | Milano             | 28-7-2013 | 80ª         |
| 2012     | 17,09 m | Rieti              | 19-5-2012 | 74ª         |
| 2011     | 16,95 m | Ascoli Piceno      | 30-7-2011 | 72ª         |
| 2010     | 16,25 m | Pescara            | 18-6-2010 | 110ª        |
| 2009     | 15,62 m | Lignano Sabbiadoro | 30-5-2009 | -           |
| 2008     | 14,66 m | Firenze            | 27-6-2008 | -           |
| 2007     | 13,63 m | Bressanone         | 16-6-2007 | -           |

### Getto del peso indoor
| Stagione | Misura  | Luogo   | Data      | Rank. Mond. |
| -------- | ------- | ------- | --------- | ----------- |
| 2016     | 16,60 m | Ancona  | 5-3-2016  | -           |
| 2015     | 17,97 m | Ancona  | 24-1-2015 | 10ª         |
| 2013     | 17,17 m | Ancona  | 2-2-2013  | 36ª         |
| 2012     | 17,13 m | Firenze | 16-2-2012 | 44ª         |
| 2011     | 16,08 m | Ancona  | 19-2-2011 | -           |
| 2010     | 16,35 m | Ancona  | 27-2-2010 | 75ª         |
| 2009     | 15,94 m | Schio   | 15-1-2009 | -           |
| 2008     | 14,84 m | Ancona  | 9-2-2008  | -           |
| 2007     | 12,38 m | Genova  | 25-2-2007 | -           |

## Palmarès
| Anno | Manifestazione   | Sede      | Evento         | Risultato | Misura  | Note  |
| ---- | ---------------- | --------- | -------------- | --------- | ------- | ----- |
| 2009 | Europei under 23 | Kaunas    | Getto del peso | 8ª        | 15,22 m | [ 3 ] |
| 2010 | DécaNation       | Annecy    | Getto del peso | 6ª        | 14,41 m | [ 4 ] |
| 2012 | Europei          | Helsinki  | Getto del peso | 15ª       | 15,94 m | [ 5 ] |
| 2013 | Europei indoor   | Göteborg  | Getto del peso | 16ª (q)   | 16,28 m | [ 6 ] |
| 2013 | DécaNation       | Valence   | Getto del peso | 4ª        | 16,22 m | [ 6 ] |
| 2015 | DécaNation       | Parigi    | Getto del peso | 5ª        | 15,62 m | [ 7 ] |
| 2016 | Europei          | Amsterdam | Getto del peso | 23ª (q)   | 15,81 m | [ 8 ] |

## Campionati nazionali
- 2 volte campionessa assoluta indoor nel getto del peso (2010, 2012)
- 1 volta campionessa universitaria nel getto del peso (2011)
- 1 volta campionessa promesse indoor nel getto del peso (2010)
- 2 volte campionessa promesse nel getto del peso (2009, 2010)
- 1 volta campionessa juniores indoor nel getto del peso (2008)
- 1 volta campionessa juniores nel getto del peso (2007)
- 1 volta campionessa cadette nel getto del peso (2003)

2002
- 9ª ai Campionati italiani cadetti e cadette, (Formia), Getto del peso - 10,38 m[9]

2003
- Oro ai Campionati italiani cadetti e cadette, (Orvieto), Getto del peso - 12,39 m[10]

2004
- 4ª ai Campionati italiani allievi-juniores-promesse indoor, (Ancona), Getto del peso
- 6ª ai Campionati italiani allievi e allieve, (Cesenatico), Lancio del martello - 40,26 m[11]

2005
- Bronzo ai Campionati italiani allievi e allieve, (Rieti), Getto del peso - 12,17 m[12]
- Bronzo ai Campionati italiani allievi e allieve, (Rieti), Lancio del martello - 47,43 m[12]

2006
- 8ª ai Campionati italiani allievi-juniores-promesse indoor, (Ancona), Getto del peso - 10,28 m[13]
- 5ª ai Campionati italiani juniores e promesse, (Rieti), Getto del peso - 11,66 m[14]

2007
- 4ª ai Campionati italiani allievi-juniores-promesse indoor, (Genova), Getto del peso - 12,38 m[15]
- Oro ai Campionati italiani juniores e promesse, (Bressanone), Getto del peso - 13,63 m[16]
- 7ª ai Campionati italiani assoluti, (Padova),
Getto del peso - 13,19 m[17]

2008
- Oro ai Campionati italiani allievi-juniores-promesse indoor, (Ancona), Getto del peso - 14,84 m[18]
- 6ª ai Campionati italiani assoluti indoor, (Genova), Getto del peso, 13,99 m[19]
- Bronzo ai Campionati italiani juniores e promesse, (Torino), Getto del peso - 14,06 m[20]
- 4ª ai Campionati italiani assoluti, (Cagliari),
Getto del peso - 14,59 m[21]

2009
- Argento ai Campionati italiani allievi-juniores-promesse indoor, (Ancona),
Getto del peso - 14,23 m[22]
- 4ª ai Campionati italiani assoluti indoor, (Torino),
Getto del peso - 14,54 m[23]
- Argento ai Campionati nazionali universitari, (Lignano Sabbiadoro), Getto del peso - 15,62[24]
- Oro ai Campionati italiani juniores e promesse, (Rieti), Getto del peso - 15,56 m[25]
- Bronzo ai Campionati italiani assoluti, (Milano), Getto del peso - 15,46 m[26]

2010
- Oro ai Campionati italiani allievi-juniores-promesse indoor, (Ancona), Getto del peso - 16,33 m[27]
- Oro ai Campionati italiani assoluti indoor, (Ancona), Getto del peso - 16,35 m[28]
- Oro ai Campionati italiani juniores e promesse, (Pescara), Getto del peso - 16,25 m[29]
- Argento ai Campionati italiani assoluti, (Grosseto), Getto del peso - 16,01 m[30]

2011
- Argento ai Campionati italiani assoluti indoor, (Ancona), Getto del peso - 16,08 m[31]
- Oro ai Campionati nazionali universitari, (Torino), Getto del peso - 15,94 m[32]
- Argento ai Campionati italiani assoluti, (Torino), Getto del peso - 15,71 m[33]

2012
- Oro ai Campionati italiani assoluti e promesse indoor, (Ancona), Getto del peso - 17,04 m[34]
- 10ª ai Campionati italiani assoluti, (Bressanone), Lancio del martello - 48,63 m[35]
- Argento ai Campionati italiani assoluti, (Bressanone), Getto del peso - 16,25 m[36]

2013
- Argento ai Campionati italiani assoluti e promesse indoor, (Ancona), Getto del peso - 16,95 m[37]
- Argento ai Campionati italiani assoluti, (Milano), Getto del peso - 16,75 m[38]

2015
- Argento ai Campionati italiani assoluti indoor, (Padova), Getto del peso - 16,65 m[39]
- Argento ai Campionati italiani assoluti (Torino), Getto del peso - 16,05 m[40]

2016
- Argento ai Campionati italiani assoluti indoor, (Ancona), Getto del peso - 16,60 m[41]
- Argento ai Campionati italiani assoluti, (Rieti), Getto del peso - 16,64 m[42]

## Altre competizioni internazionali
2007
- Bronzo nella Coppa del Mediterraneo Ovest juniores, ( Firenze), Getto del peso - 13,42 m[43]

2008
- 7ª nella Coppa dei Campioni per club, ( Vila Real de Santo António), Getto del peso - 13,95 m[44]

2010
- 13ª alla Coppa Europa invernale di lanci, ( Arles), Getto del peso - 15,88 m[4]

2012
- 9ª alla Coppa Europa invernale di lanci, ( Bar), Getto del peso - 16,90 m[5]

2013
- 9ª nella Coppa Europa invernale di lanci, ( Castéllon), Getto del peso - 16,45 m[6]

2015
- 9ª nella Coppa Europa invernale di lanci, ( Leiria), Getto del peso - 16,36 m[45]